# Takahiro Yamada (voetballer)
Takahiro Yamada (山田 隆裕, Yamada Takahiro, Takatsuki, 29 april 1972) is een Japans voormalig voetballer die als middenvelder speelde.

## Carrière
Takahiro Yamada speelde tussen 1991 en 2003 voor Yokohama Marinos, Kyoto Purple Sanga, Verdy Kawasaki en Vegalta Sendai.

## Japans voetbalelftal
Takahiro Yamada debuteerde in 1994 in het Japans nationaal elftal en speelde 1 interland.

## Statistieken
| Japans voetbalelftal | Japans voetbalelftal | Japans voetbalelftal |
| Jaar                 | Wed.                 | Dlp.                 |
| -------------------- | -------------------- | -------------------- |
| 1994                 | 1                    | 0                    |
| Totaal               | 1                    | 0                    |